# Kai Schäfer
Kai Schäfer (* 13. Juni 1993 in Darmstadt) ist ein deutscher Badmintonspieler. Er spielt seit der Saison 2020/2021 wieder für den SV Fun-Ball Dortelweil in der 1. Bundesliga.

## Karriere
Kai Schäfer begann im Alter von 9 Jahren beim BV Darmstadt mit dem Badminton. Nachdem er mit 12 Jahren zum TV Dieburg gegangen war, wechselte er 2009 zum SV Fun-Ball Dortelweil in die Oberliga Mitte. Mit der ersten Mannschaft des Vereins stieg er direkt in der ersten Saison in die Regionalliga Süd und 2011 in die 2. Bundesliga Süd auf. Zwei Jahre später erfolgte der Aufstieg in die 1. Bundesliga. Nach Nachwuchstiteln in Hessen und Südwestdeutschland wurde er von 2009 bis 2012 durchgehend deutscher Jugendmeister im Herreneinzel. Mit der deutschen U19-Mannschaft erkämpfte er sich 2011 Gold bei den Europameisterschaften. Bei den Deutschen Meisterschaften 2018 in Bielefeld erreichte Schäfer das Endspiel im Herreneinzel, in dem er sich nur knapp geschlagen geben musste. Sportliches Highlight war seine Qualifikation als einziger Deutscher Herreneinzelspieler für die Olympischen Spiele 2020 in Tokio. Hier schied er nach zwei Niederlagen in der Gruppenphase aus. Mit dem Sieg im Herreneinzel bei den Deutschen Badmintonmeisterschaften 2021 gewann Schäfer seine erste nationale Meisterschaft im Erwachsenenbereich.
Schäfer engagiert sich für Klimaschutz und Nachhaltigkeit im Badminton-Sport. Gemeinsam mit Miranda Wilson und Anne Portscheller initiierte er 2021 das Klimaschutzprojekt BadmintONEarth. Dieses umfasst ein Projekt zur Müllvermeidung und dem Recycling von Schlägern, Saiten und Ballrollendeckeln sowie ein Aufforstungsprojekt in der Demokratischen Republik Kongo.
BadmintONEarth wurde im Herbst 2023 für den Deutschen Nachhaltigkeitspreis Sport nominiert und zählte zu den drei Finalisten.
Wilson und Schäfer sind im Badmintonverband als Präsidiumsbeauftragte für Nachhaltigkeit und Klimaschutz tätig.

## Erfolge
| Jahr | Turnier                             | Disziplin        | Platz |
| ---- | ----------------------------------- | ---------------- | ----- |
| 2007 | Hessische Jugendmeisterschaft       | Herreneinzel U15 | 1     |
| 2009 | Südwestdeutsche Jugendmeisterschaft | Herreneinzel U17 | 2     |
| 2009 | Deutsche Meisterschaft              | Herreneinzel     | 33    |
| 2010 | Deutsche Juniorenmeisterschaft      | Herreneinzel U19 | 1     |
| 2010 | Deutsche Meisterschaft              | Herreneinzel     | 17    |
| 2011 | Deutsche Juniorenmeisterschaft      | Herreneinzel U19 | 1     |
| 2011 | Junioren-Europameisterschaft        | Mannschaft       | 1     |
| 2011 | Deutsche Meisterschaft              | Herreneinzel     | 9     |
| 2012 | Six-Nations U19                     | Herreneinzel     | 1     |
| 2012 | Deutsche Meisterschaft              | Herreneinzel     | 9     |
| 2018 | Deutsche Meisterschaft              | Herreneinzel     | 2     |
| 2021 | Deutsche Meisterschaft              | Herreneinzel     | 1     |